# Kol-e Malekābād-e ‘Olyā
Kol-e Malekābād-e ‘Olyā (persiska: Kol-e Malekābād-e Bālā, کل ملک آباد علیا) är en ort i Iran.   Den ligger i provinsen Khorasan, i den nordöstra delen av landet, 800 km öster om huvudstaden Teheran. Kol-e Malekābād-e ‘Olyā ligger 817 meter över havet och antalet invånare är 208.
Terrängen runt Kol-e Malekābād-e ‘Olyā är kuperad österut, men västerut är den platt. Runt Kol-e Malekābād-e ‘Olyā är det ganska glesbefolkat, med 35 invånare per kvadratkilometer. Närmaste större samhälle är Mamīz Āb, 12,4 km öster om Kol-e Malekābād-e ‘Olyā. Omgivningarna runt Kol-e Malekābād-e ‘Olyā är i huvudsak ett öppet busklandskap.